# Fiugajki (Dąbrówno)
Pour les articles homonymes, voir Fiugajki.
Fiugajki est un village polonais de la voïvodie de Varmie-Mazurie, dans le powiat d'Ostróda.